# Francisco Azuela
Francisco Azuela Espinoza nasceu na cidade de León, Guanajuato, em 8 de março de 1948. Um famoso escritor e poeta mexicano, com trabalhos publicados em várias línguas e em vários países. Foi diplomata nas Embaixadas do México, Costa Rica e Honduras (1973-1983) e condecorado pelo governo de Honduras com a Ordem do Libertador América Central Francisco Morazán, na categoria de oficial. Candidato a Academia Hondurenha de Línguas e ao Prêmio Internacional de Literatura Cervantes de Espanha em 1981.

## Biografia
Traduzido e revisado por
Roberta de Souza Spelta e Rosana Siqueira.

### Nascimento e infância
Francisco Azuela nasceu em oito de março de 1948, na Rua General Emiliano Zapata nº 404, na cidade de Leon, Guanajuato. É sobrinho-neto de Mariano Azuela, primeiro poeta romancista da Revolução Mexicana e autor do livro Los de abajo, entre outras grandes obras. Sua mãe, Maria Esperanza de los Dolores Espinosa Hernández, escritora leonesa (Leon) e mulher dedicada ao teatro, autora de vários romances de costumes de sua região, como "Historia de un Gran Amor", seu pai era Ricardo Azuela Martin del Campo, um poeta de Lagos de Moreno, Jalisco, filho de Francisco Azuela González, irmão de Mariano Azuela.
É o quarto filho de uma família de treze filhos. Seu pai era o chefe da Estação Ferroviária Nacional do México, em Trindade. Começou a ouvir desde muito pequeno histórias de que naquele lugar, desde dentro de um vagão de trem, dispararam contra o “Cañón Niño” e que a bala arrancou uma lasca do portão da fazenda de Santa Ana, quando o general Alvaro Obregón estava assistindo a batalha contra Pancho Villa,e que perdeu um braço pelo impacto. Com a imaginação voltada nestes acontecimentos, Francisco Azuela iniciou uma nova etapa em sua vida até os 17 anos de idade, período que viveu em Trindade.
Provavelmente, o fato mais importante de sua vida foi quando seu pai lhe ensinou a ler, com isso ele descobriu um universo desconhecido entre os vagões das antigas locomotivas. Em sua infância escutava lendas maias que inspiraram sua imaginação poética. Foram histórias como de Os Aluxes, personagens fantásticos que pouca gente conhecia que viviam em ruínas e cemitérios. Leu também o Chilam Balam, livro sagrado dos antigos maias que é um monumento da literatura indigena America Central.

### Juventude
O jovem poeta começou a escrever seus primeiros pensamentos poéticos a tenra idade, seu pai ensinou-lhe a ler obras de grandes escritores russos, como o belo poema Ruslan e Ludmila, do poeta Alexander Pushkin. Outro livro que lhe deixou uma marca indelével é o lendário “Poemas e Odes” do místico rei, poeta e sábio Tezcocano Netzahualcóyotl. A literatura nahuatl, linguagem dos astros e dos poetas do mundo asteca, rica em belas metáforas e forças de expressão. Ensinou-lhe também muito sobre o México-Tenochtitlan, o Vale do Anahuac, os Atlantes de Tula, com suas montanhas vulcânicas e seus planaltos; os vulcões de Orizaba, Popocatepetl e Iztaccíhuatl, e montanhas da serra Madre de Chiapas. Olmecas, Zapotecas, Tajin Chichimecas e Monte Albán, Oaxaca.
Logo depois conheceu aos clássicos poetas e escritores contemporâneos, leu diversos livros de muitos escritores de diferentes nacionalidades e épocas, bem como escritores e poetas mexicanos que lhe permitiram compreender que um poeta e um escritor são uma consciência social, um testemunho de vida e de tempo.
Seu pai faleceu quando ele tinha 20 anos de idade.
Sua poesia no México como no continente latino-americano abordava várias questões como: solidão, amor, natureza, vida, morte, espírito do nacionalismo, guerra, desgosto, desespero, desesperança, negligência, abandono, medo a angústia.
Ele escreve também sobre o canto solitário, triste e magoado de uma América sofrida desde a Real Cordilheira dos Andes, e aos descendentes dos Tiwanaku e Lago Titicaca, até aos astecas e maias. Escreveu poesias sobre os povos oprimidos, ameaçados de extinção e castigados pela guerra e o abandono.

### Poesia
- El Maldicionero (1981)
- El Tren de Fuego (1993)
- La Parole Ardente (1993)
- Son las Cien de la Tarde (1996)
- Ángel del Mar de mis Sueños (2000)
- Parole Ardente 2ª Ed(2002)
- Colección de libros de poesía. Textos em vários idiomas (2008)
- Antología del Silencio (Breves relatos poéticos e outros cantos)
- Cordillera Real de los Andes (Jacha’ a Tata Janqo Khajiri Qollunaka) y
- Encontro de Thunupa y Quetzalcoatl (Thunupa, Tupac Katari y Juancito Pinto. Novamente Thunupa y Quetzalcoatl) (2008)
- Latino América em Chamas (livro em preparação-2010)

### Contos
- Rotonda de Gatos Ilustres - Pantheón des Chats Illustres (2007)

- Biografia Azuela
- Congresso de Literatura latino-americana no Irã no Médio Oriente -
- Poema de Isfahan (Irã).
- Poema Mayar I do livro "The Burning Word" traduzidos por albaneses Dritan Kardhashi.
- Poema "Tirei da Pátria" do livro "El Tren de Fuego", traduzido em Português por Antônio Miranda.
- poemas, versos e comentários sobre os livros "São algumas centenas de Noite", "Angel of the Sea of My Dreams" e "The Train of Fire".
- https://web.archive.org/web/20090714120431/http://www.poeticas.com.ar/Directorio/Poetas_miembros/Francisco_Azuela.html
- Palavras e correspondência das Cintas Patrick, Alan Embaixador Fouquet e José Antonio Quiroga Don Francisco Azuela
- poemas de Francisco Azuela
- Poemas de "Cordilheira Real dos Andes", de Francisco Azuela e graças a Giovanna Mulas e Impaglione Gabriel
- Jornada Poética sobre o escritor Francisco Azuela Juan Carlos Etcheverry Cristi na revista de arte francesa, Literatura e Música "RAL, M"
- Comentários editoriais e poemas no livro "El Tren de Fuego"
- Tour de poetas da América Latina por Azuela Francisco. Publicado pela revista francesa "RAL," M
- Francisco Azuela CD antologia de poesia "A Primavera dos Poetas", com poemas em alemão, Aymara, Espanhol, Francês, Inglês e Português editadas por embaixadas da França, Brasil, Espanha e México, na Bolívia